# María Antonia García-Benau
María Antonia García-Benau es catedrática de Economía Financiera y Contabilidad de la Universidad de Valencia.

## Biografía
Es licenciada en Ciencias Económicas y Empresariales por la Universidad de Valencia . Se doctoró por la Universidad de Valencia obteniendo sobresaliente cum laude[cita requerida] y Premio Extraordinario de Doctorado,{{demostrar, por la tesis doctoral Los precios internos de transferencia.
Experta en armonización contable internacional y auditoría, participó en la Comisión encargada de elaborar el Libro Blanco para la Reforma Contable en España del Ministerio de Economía y Hacienda (2001-2002). Fue miembro del Consejo de Administración de Enresa entre (2004-2006) y miembro del Comité de Auditoría. Es desde 2004 miembro del Comité de Auditoría del Instituto de Contabilidad y Auditoría de Cuentas del Ministerio de Economía y Hacienda y desde 2008 de la Comisión de Revisión de las normas de auditoría de la IFAC del mismo Ministerio.
En el ámbito internacional formó parte del grupo encargado de la datación de la contabilidad de la Comisión Europea a los estándares internacionales.
Muy vinculada con los cambios en el sistema universitario español en el proceso de Bolonia ha sido miembro de la Comisión de Renovación de las Metodologías Educativas en la Universidad (2004 – 2008)[cita requerida] y de la Comisión de Expertos encargada de los nuevos títulos universitarios en España (2004 a 2006) del Ministerio de Educación y Ciencia.[cita requerida] Desde mayo de 2004 hasta junio de 2006 fue Secretaria General del Consejo de Coordinación Universitaria del Ministerio de Educación y Ciencia. [cita requerida]
Es Miembro del Consejo Asesor de la Cátedra Unesco de Política Universitaria de la Universidad Politécnica de Madrid (desde 2006 hasta la actualidad).
Ha participado en la gestión y política universitaria valenciana como vicedecana de la Facultad de Ciencias Económicas y Empresariales de la Universidad de Valencia (1988 - 1992) y Vicerrectora de Organización Académica y Profesorado de la Universidad de Valencia (1998 – 2002). También ha sido vicepresidenta de la Comisión Valenciana de Evaluación del Sistema Universitario (2002-2004).
Fue Directora de la sede en Valencia de la Universidad Internacional Menéndez Pelayo desde 2008 hasta 2013.

## Actividad Académica
Evaluadora Externa de las revistas internacionales European Accounting Review Archivado el 24 de mayo de 2009 en Wayback Machine., International Journal of Accounting e International Journal of Auditing, así como de las revistas nacionales Revista de Contabilidad  (enlace roto disponible en Internet Archive; véase el historial, la primera versión y la última)., Revista Española de Financiación y Contabilidad, Revista de Economía y Dirección de Empresas y Revista de Educación.
Directora de la Revista de Contabilidad-Spanish Accounting Review
Presidenta del Comité Organizador del 5ª Symposium de la European Auditing Research Network. 2009

## Premios y honores
Premio del Centro de Estudios Financieros en su I edición, 1990, por el trabajo de investigación Alcance de la auditoría de cuentas en la Europa comunitaria (realizado en colaboración con J. Cerdá).
Premio para Jóvenes Investigadores en Contabilidad Carlos Cubillo Valverde otorgado por el Ministerio de Economía y Hacienda y la Asociación de Profesores Universitarios de Contabilidad en su I edición, 1993, por la investigación Armonización de la información financiera en Europa.
Premio de Investigación Contable José Mª Fernández Pirla otorgado por el Ministerio de Economía y Hacienda y la Asociación de Profesores Universitarios de Contabilidad en su VI edición, 1998, por la investigación Análisis de la estructura del mercado de auditoría en España (realizado junto a E. Ruíz y A. Vico).
Encomienda con placa de la Orden Civil de Alfonso X el Sabio, concedida en 2006, por méritos en la contribución al desarrollo de la educación, la ciencia, la cultura, la docencia y la investigación.

## Libros
En librerías online
- García-Benau, M.A.; Humphrey, C.; Moizer, P.; Turley, S.La auditoría y sus expectativas: los casos de España y del Reino Unido.Instituto de Contabilidad y Auditoría de Cuentas. Madrid, 1993.
- García Benau, Mª A.; Laínez Gadea, J.A. y Monterrey Mayral, J. Contabilidad Para La Empresa Multinacional. Ediciones Pirámide. España. 1996.
- García Benau, Mª A.y Radebaugh, L.H.The impact of the Telefónica de España listing on the New York Stock Exchange. 21th European Accounting Association. Amberes (BÉLGICA. 1998.
- García-Benau, M.A.La auditoría en Europa. Adaptación de la VIII Directiva del Derecho de Sociedades. Instituto de Auditores Censores Jurados de Cuentas de España. España. 1992
- García Benau, María Antonia; Ruiz Barbadillo, Emiliano; Vico Martínez, Antonio. Análisis de la Estructura Del Mercado de Servicios de Auditoría en España. Instituto de Contabilidad y Auditoría de Cuentas. España. 1999.
- García-Benau, Mª A.La responsabilidad social de las empresas y los nuevos desafíos de la gestión empresarial. Servei de Publicacions de la Universitat de València. 2005.

Disponibles en Bibliotecas Universitarias Españolas
- Análisis de la estructura del mercado de servicios de auditoría en España.María Antonia García Benau, Emiliano Ruiz Barbadillo, Antonio Vico Martínez. Ministerio de Economía, 1998. ISBN 84-89006-66-0
- Pronunciamientos internacionales de auditoría relativos al fraude.María Antonia García Benau. Madrid : Instituto de Auditores-Censores Jurados de Cuentas de España, 1995. ISBN 84-89328-88-9
- Contabilidad para la empresa multinacional. María Antonia García Benau, José Antonio Laínez Gadea, Juan Monterrey Mayoral. Ediciones Pirámide, 1996. ISBN 84-368-0981-5
- Relación entre teoría y práctica contable: un análisis de la situación en España.Juan Luis Gandía, María Antonia García Benau, Antonio Vico Martínez. Madrid : Asociación Española de Contabilidad y Administración de Empresas, D.L. 1996. ISBN 84-86414-77-6
- Armonización de la información financiera en Europa: I premio Carlos Cubillo Valverde. María Antonia García Benau. Ministerio de Economía, 1995. ISBN 84-89006-05-9
- Cuentas anuales consolidadas: elaboración e interpretación. Bienvenida Almela Díez, María Antonia García Benau. Universidad de Alicante, 1993. ISBN 84-7908-084-1
- La auditoría en Europa: adaptación de la VIII Directiva del Derecho de Sociedades. María Antonia García Benau. Madrid : Instituto de Auditores-Censores Jurados de Cuentas, D.L. 1992. ISBN 84-85689-52-6
- Los precios internos de transferencia. María Antonia García Benau. Madrid : Instituto de Planificación Contable, D.L. 1986. ISBN 84-7196-606-9

## La Universidad del futuro
- María Antonia García Benau: ´La Universitat debe trabajar por la suficiencia financiera y es básico que rinda cuentas´ 7.11.2009. Levante-EMV
- Es l´hora de les persones
- «Queremos que la UIMP se convierta en un motor de la cultura» 13.10.2009. Levante-EMV
- El Gobierno ayudará a los universitarios con préstamos 28.9.2005. La Voz de Asturias  (enlace roto disponible en Internet Archive; véase el historial, la primera versión y la última).
- María Antonia García Benau será la secretaria general del Consejo de Universidades 24.5.2004. El País.
- La catedrática García Benau, Premio Nacional de Contabilidad 13.6.98. El País
- La frustración del Campus de Excelencia Internacional.
- La distribución de competencias en la financiación de las Universidades públicas (enlace roto disponible en Internet Archive; véase el historial, la primera versión y la última).
- El futuro de la Universidad Española
- Portal de María Antonia García-Benau, Candidata a Rectora de la Universidad de Valencia,
- María Antonia García-Benau, Candidata a Rectora de la Universidad de Valencia, en Twitter